# Планю, Марк
Марк Планю́ (фр. Marc Planus; 7 марта 1982, Бордо) — французский футболист, защитник. Известен по выступлениям за французский клуб «Бордо».

## Клубная карьера

### «Бордо»
Марк дебютировал в Лиге 1 9 ноября 2002 года в матче против «Ренна». В дебютном сезоне 2002/03, в Лиге 1, Планю сыграл 17 матчей.
Всего Планю сыграл за «жирондинцев», более чем в 200 матчах. В сезонах 2006/07 и 2008/09 он выиграл Кубок Франции и в сезонах 2008/09 и 2009/10 выиграл Суперкубок Франции.

## Достижения
«Бордо»
- Чемпион Франции: 2008/09
- Серебряный призёр чемпионата Франции: 2005/06, 2007/08
- Обладатель кубка Франции: 2012/13
- Обладатель Суперкубка Франции: 2008
- Обладатель Кубка Французской лиги: 2006/07 2008/09